# Nops mathani
Espèce
Nops mathani est une espèce d'araignées aranéomorphes de la famille des Caponiidae.

## Distribution
Cette espèce est endémique d'Amazonas au Brésil,. Elle se rencontre vers São Paulo de Olivença

## Description
La femelle holotype mesure 7,5 mm.
La femelle décrite par Sánchez-Ruiz et Brescovit en 2018  mesure 9,4 mm.

## Étymologie
Cette espèce est nommée en l'honneur de Marc Hue de Mathan.

## Publication originale
- Simon, 1893 : Études arachnologiques. 25e Mémoire. XL. Descriptions d'espèces et de genres nouveaux de l'ordre des Araneae. Annales de la Société Entomologique de France, vol. 62, p. 299-330 (texte intégral).